# The Poor Little Rich Girl
The Poor Little Rich Girl é um filme mudo de 1917 dirigido por Maurice Tourneur e protagonizado por Mary Pickford, com argumento da escritora Frances Marion.

## Sinopse
A família da menina Gwendolyn é milionária, mas seus pais ignoram a filha e a maioria dos serventes vão aonde ela vai, por isso ela se sente infeliz e sozinha. Seu pai só está preocupado em seu trabalho e em ganhar dinheiro e sua mãe com sua posição dentro da sociedade. Mas um dia, com a irresponsabilidade de um dos serventes, Gwen foge de casa fazendo com que seus pais voltem sua atenção somente para a filha desaparecida.

## Elenco
- Mary Pickford - Gwendolyn
- Madlaine Traverse - Mãe de Gwendolyn
- Charles Wellesley - Pai de Gwendolyn
- Gladys Fairbanks - Jane